# Interstate 85
Interstate 85 (afgekort I-85) is een Interstate Highway in de Verenigde Staten. De snelweg begint bij de hoofdstad Montgomery van de staat Alabama. Hier heeft de weg aansluiting met de I-65. De weg eindigt bij de aansluiting met de I-95 in Petersburg dicht bij Richmond (Virginia). De weg voert door vijf zuidoostelijke staten. 

## Lengte

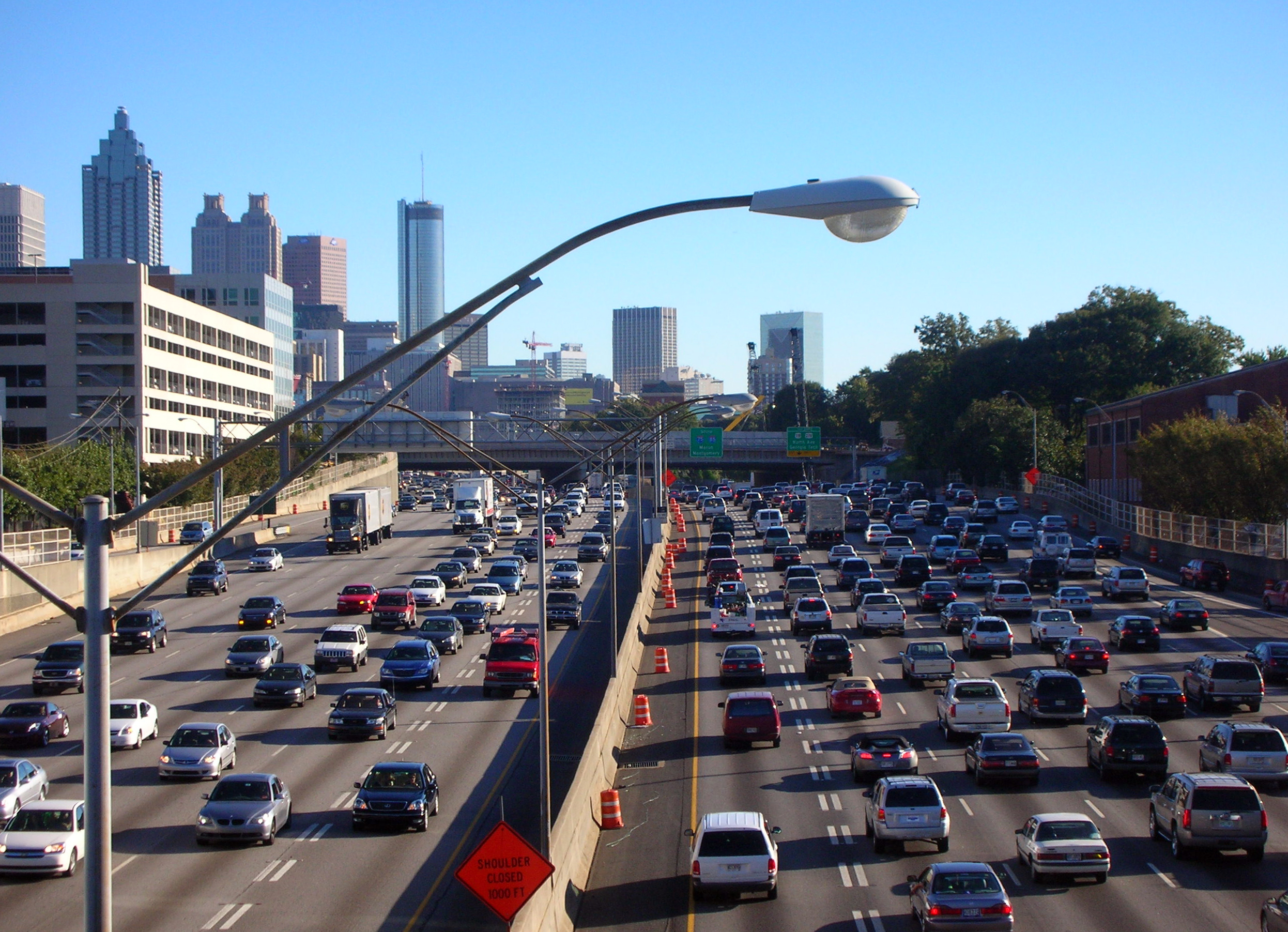
Door het centrum van Atlanta loopt de I-85 samen met de I-75

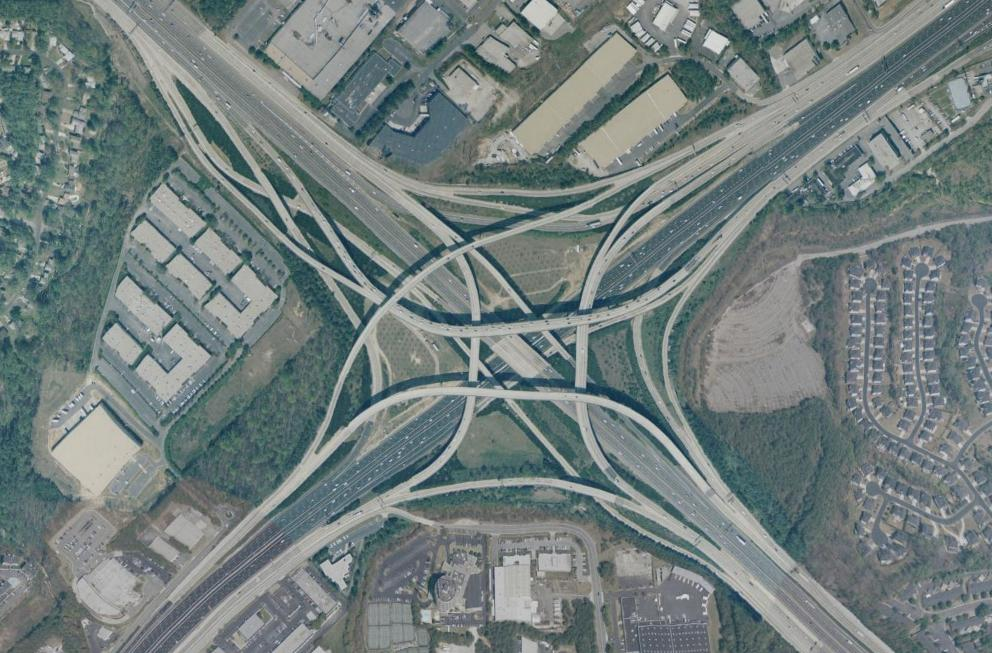
De Spaghetti Junction van I-85 en I-285 ten noordoosten van Atlanta.

| Staat          | km   | mijl |  |
|                |      |      |  |
| Alabama        | 130  | 80   |  |
| Georgia        | 292  | 180  |  |
| South Carolina | 172  | 106  |  |
| North Carolina | 377  | 233  |  |
| Virginia       | 112  | 69   |  |
|                |      |      |  |
| Totaal         | 1083 | 668  |  |

## Belangrijke steden aan de I-85
Montgomery - Tuskegee - Auburn - Opelika - LaGrange - Atlanta - Greenville - Spartanburg - Gastonia - Charlotte - Concord - High Point - Greensboro - Burlington - Durham - Petersburg